# Senonches
Senonches é uma comuna francesa na região administrativa do Centro, no departamento Eure-et-Loir. Estende-se por uma área de 62,18 km², com 3 225 habitantes, segundo os censos de 2008, com uma densidade 51,9 hab/km².